# Young God Records
La Young God Records è un'etichetta indipendente fondata da Michael Gira nel 1990 specializzata in experimental, avant-garde e spesso in musica dai generi non determinati. Il nome dell'etichetta deriva dall'EP Young God, pubblicato dagli Swans, progetto principale di Gira. Inizialmente, infatti, la Young God Records venne pensata come un aiuto per la pubblicazione degli album della band; al suo scioglimento, subentrarono numerosi altri gruppi elencati in seguito.

## Artisti
- Akron/Family
- The Angels of Light
- Devendra Banhart
- James Blackshaw
- Body Lovers/Body Haters
- Calla
- David Coulter
- Fire on Fire
- Flux Information Sciences
- Larkin Grimm
- Lisa Germano
- Mi and L'au
- Larsen
- Charlemagne Palestine / David Coulter / Jean Marie Mathoul
- Swans
- Ulan Bator
- Windsor for the Derby
- Wooden Wand